# Roncsik Jenő

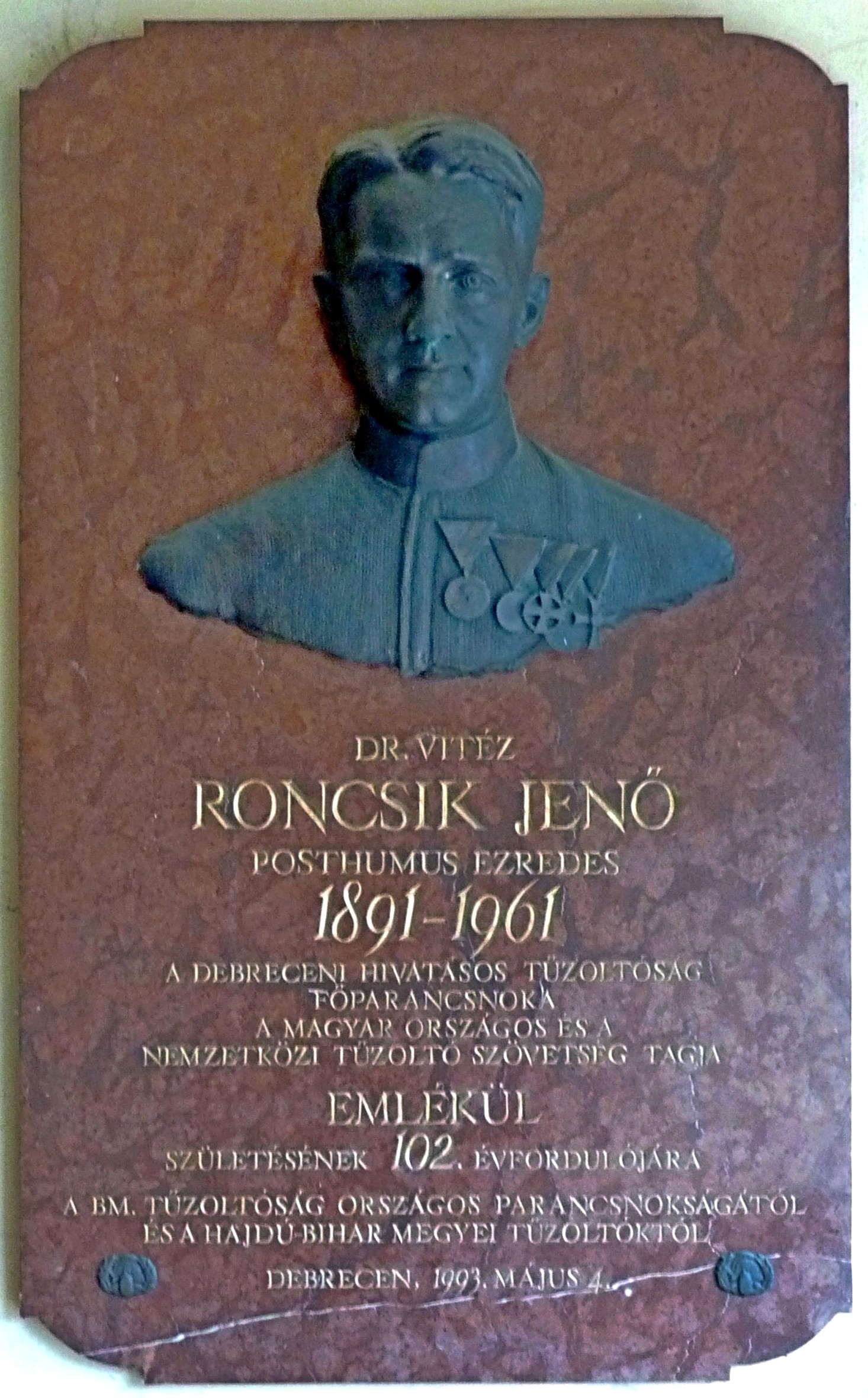
Roncsik Jenő A debreceni hivatásos tűzoltóság első tűzoltó parancsnokának emléktáblája

Roncsik Jenő (Debrecen, 1891–1961), a debreceni hivatásos tűzoltóság első tűzoltó parancsnoka.

## Életpályája
Iskoláit a debreceni Református Gimnáziumban végezte, majd az országban legfiatalabbként huszonegy éves korában lett jogi doktor.  Harcolt és többször is megsebesült az első világháborúban.
30 évesen lett az önkéntesből 1922-ben hivatásossá váló debreceni tűzoltóság első főparancsnoka. A parancsnoki munkát 25 évig végezte, közben megyei, majd kerületi tűzrendészeti felügyelő is lett. Emellett a Magyar Országos Tűzoltó Szövetség (MOTSZ) elnökségének is aktív tagja volt. Szervezi a magyar tűzoltóság nemzetközi kapcsolatait és részt vesz a megelőző tűzrendészeti, illetőleg a jogszabály előkészítő bizottság munkájában is.
1929-ben a Nemzetközi Tűzoltó Tanács (ma CTIF) párizsi kongresszusán hazánkat képviselte. Kiemelkedő szerepe volt az első magyar tűzvédelmi törvény megfogalmazásában, a Tűzoltó Múzeum létrehozásában és a szakirodalom fejlesztésében.
A rendőrségtől 1922-ben, 31 évesen került a debreceni tűzoltósághoz parancsnoki beosztásba. Rövid idő alatt elérte az ottani tűzoltóság elhelyezési körülményeinek javulását, eszközparkja új tűzoltószerekkel gazdagodott. Az önkéntes tűzoltók szolgálati idejét a nyugdíj megállapításakor beszámíthatónak ismertette el. A tűzoltók szakkönyvtárának állományát többszörösére emelte.
Felmérte a debreceni üzemek, gyárak tűzvédelmi helyzetét, feltérképeztette a vízszerzési helyeket. A MOTSZ elnökségi ülésein – kérelmére, és saját költségén – részt vett.
Elméleti munkaként felvállalta a megelőző tűzrendészet anyagának megírását.
1923-tól 21 évig a MOTSZ tagja, és előadója volt. Előbb Hajdú vármegye, később a VI. tűzrendészeti 24. kép. Dr. vitéz Roncsik Jenő kerület tűzrendészeti felügyelője lett. 1929-ben a kormányzó vitézzé avatta.
1929-ben a Nemzetközi Tűzoltó Tanács (ma CTIF) párizsi kongresszusának résztvevője volt.
1929-ben jelent meg a Megelőző tűzrendészet című elméleti munkája.
Nagy érdemei voltak a tűzrendészeti törvény megalkotása körüli előkészítő munkában. Széles körű elméleti munkát, szakírói, valamint publikációs tevékenységet végzett. Munkásságát mind itthon, mind külföldön elismerték melyet több, mint 20 kitüntetése igazol.
1946-ban, a második világháború alatt kifejtett tevékenysége miatt internálták, melyet ugyanebben az évben megszüntettek, ám a tűzoltóparancsnoki állásába nem kerülhetett vissza. 1946-tól a református egyháznál volt szerény tisztsége.
1954-ben felkérték, hogy legyen részese a Magyar Országos Tűzoltó Múzeum létrehozásával összefüggő munkálatoknak, működjön közre a gyűjtemény létrehozásában, és gyarapításában. Elméleti munkáinak egy részét, valamint több száz darabból álló sisakcímer gyűjteményét a Múzeumnak adományozta.
Nagy érdeme volt abban, hogy az intézmény gyűjteményének jelentős része kelet-magyarországi és erdélyi tűzoltó szervezetektől oda került, illetve az őt megillető helyre. 1993-ban rehabilitálták, és érvénytelennek nyilvánították a tűzoltóparancsnoki beosztásból való elbocsátását, utólag kinevezték tűzoltó ezredesnek. A debreceni tűzoltóság épületének aulájában az emléktáblája mellett, a mellszobra is helyet kapott, emlékeztetve az utókort egy ízig-vérig a tűzoltóügy iránt elkötelezett tudósra és gyakorlati szakemberre.